# Wayne Blair

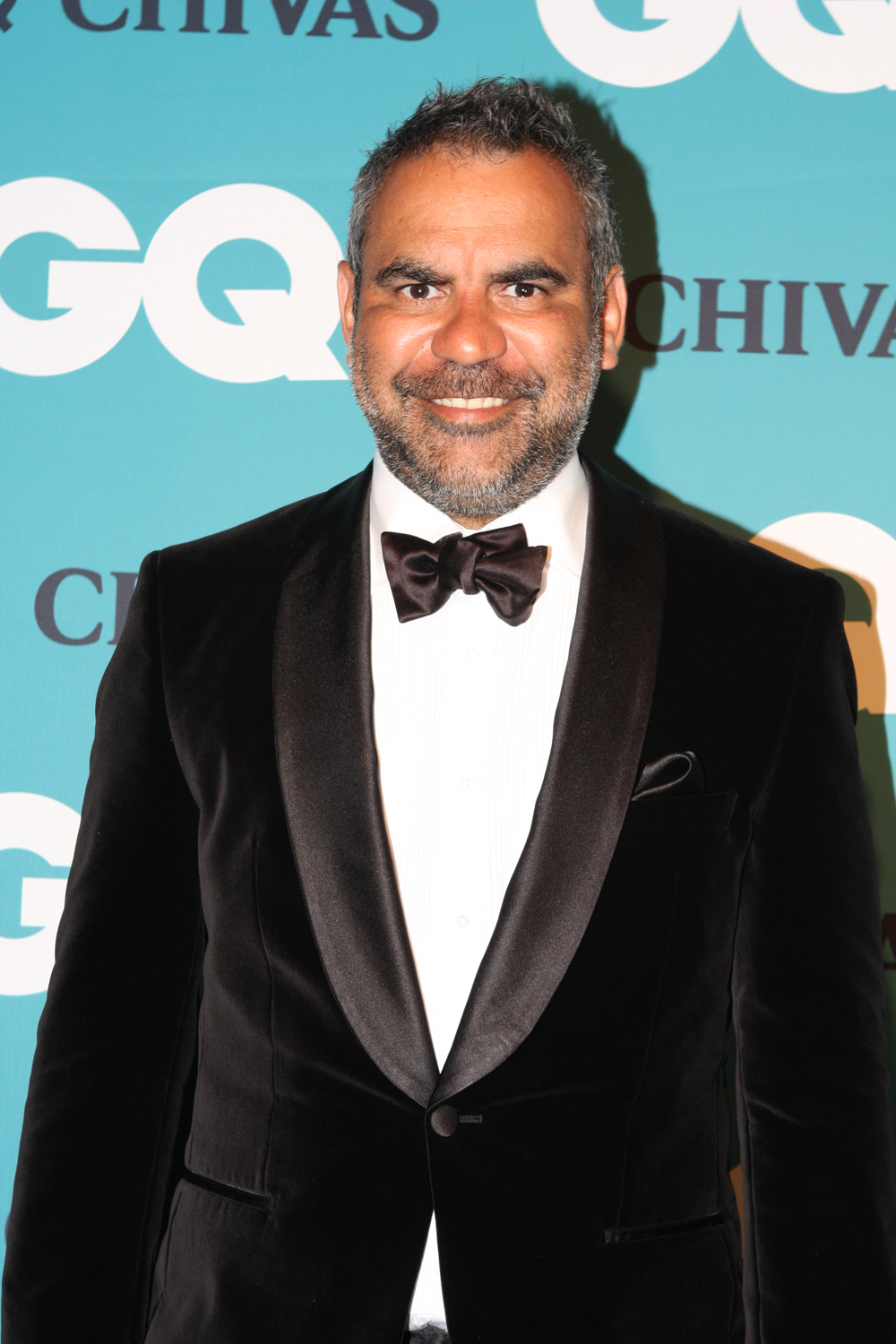
Wayne Blair (2012)

Wayne Blair (* 28. November 1971 in Taree) ist ein australischer Filmregisseur und Schauspieler.

## Leben
Der Aborigine war bereits im Alter von 23 Jahren an zahlreichen Theaterproduktionen beteiligt, darunter an Cloudstreet, Sunshine Club, The Dreamers, Stuff Happens. Er war auch an Aufführungen des Bangarra Dance Theatre sowie an Richard Franklands Theaterstück Conversations With The Dead über die Selbstmorde der Aborigines beteiligt.
Blair war ab 1997 zunächst als Schauspieler in verschiedenen Fernsehproduktionen zu sehen. Mit dem Kurzfilm Black Talk (2002), der die Geschichte von Tim (Russell Page) erzählt, einem Aborigine-Knabe, der seine Cousine Scott (Laurence Clifford) in der Stadt verliert und sucht, gab er sein Regiedebüt. Das zwölfminütige Drama, teils in der Sprache der Aborigines, zeigt viele Aspekte der Aborigine-Kultur und -Gemeinschaft und die Probleme der Assimilierung und das Einleben der Aborigines in den westlichen Lebensstil. Blair verfasste hierfür auch das Drehbuch.
Blair drehte den Kurzfilm Djarn Djarns, der 2005 auf der Berlinale den Kinderkurzfilmpreis erhielt. Der Film erzählt die Geschichte eines elf Jahre alten Jungen, eines Tänzers, der in seiner Tanzgruppe von Aborigines den Todestag seines Vaters verarbeitet. Dem folgten ab 2008 Regiearbeiten für verschiedene Fernsehserien. 2012 inszenierte er mit The Sapphires seinen ersten Langfilm, 2015 folgte mit Septembers of Shiraz sein zweiter Spielfilm. Im Mai 2017 wurde die von ihm inszenierte gleichnamige Neuverfilmung von Dirty Dancing im US-amerikanischen Fernsehen ausgestrahlt.

## Filmografie
Als Schauspieler:
- 2018: Mystery Road – Verschwunden im Outback (Fernsehserie, 6 Episoden)
- 2020: Besser wird’s nicht (Rams)
- 2023: The New Boy

Als Regisseur:
- 2017: Dirty Dancing
- 2019: Top End Wedding (Liebeskomödie, dt. Meine chaotische Hochzeit oder auch Hochzeit Down Under)[1]
- 2020: Mystery Road – Verschwunden im Outback (Fernsehserie, 3 Episoden)